# Дона (род)
Вижте пояснителната страница за други значения на Дона.
Дона също Донин (на немски: Dohna, Donin, Donyn) е стар графски и бургграфски германски благороднически род.
Първо фамилията живее в Рьота южно от Лайпциг и около 1143 г. получава бургграфството Дона заедно със замък Дона (югоизточно от Дрезден при Пирна). Родът обаче е изтласкан от Саксония около 1400 г. от Ветините. Фамилията отива през Бохемия в Силезия, където една линия остава до 1711 г. Друг клон отива в Лужица (до ок. 1600), а друга линия около 1500 г. в Източна Прусия, където остава до 1945 г. Клонът Шлобитен е издигнат на 1 януари 1900 г. на наследствени пруски князе.
Към средата на 12 век, през 1143 или 1144 г. Хайнрикус де Родева (* пр. 1143; † сл. 6 май 1171/пр. 28 юли 1181), по времето на крал Конрад III, получава бургграфството Дона като имперско дарение.  Той се смята за родоначалник на фамилията.
Бургграф Хайнрих III трябва през 1256 г., заради конфликти с епископа на Майсен Конрад I фон Валхаузен, да напусне временно графството и замък Дона и отива в Остриц, който от 1230 г. е собственост на Донин и е под господството на крал Отокар II Пршемисъл от Бохемия. Там той, или син му Ото II, получава от него замък Улсиц в Северна Бохемия, който след това се нарича замък Грабщейн (замък Графенщайн) и остава до 1562 г. собственост на една негова линия. Около 1275 г. фамилията става собственик на замък Веезенщайн. Император Фридрих I Барбароса дава задачата да плануват Дрезден и първия мост там.
От 1385 до 1402 г. се състоят битки между бургграфовете на Дона, предиззвикани от младия бургграф Йешке фон Дона (фон Донин; † 1403 или 1404) и саксонския благородник Ханс фон Кьорбиц и маркграф Вилхелм I фон Майсен. Конфликтът завършва със загубата на бургграфовете фон Дона и цялата им собственост, която получава род Ветини.
През 15 век родът се разделя на силизийска и пруска линии. Силезийската линия изчезва през 1711.
Станислаус фон Дона (1433 – 1504), бургграф и господар на Донен, основава пруската линия. Пруската линия се разделя на две, клон Дона-Лаук и Дона-Райхертсвалде. През 1878 г. Райхертсвалде попада на клон Лаук и остава там до 1945 г.
Крал Фридрих Вилхелм IV издига на 10 септември 1840 г. майоратите Шлобитен, Лаук, Райхертсвалде и Шлодиен с Карвинден на графство Дона.
- Кристоф фон Дона († 1560) е през 1549 – 1560 г. фогт на Горна Лужица.
- Кристоф фон Дона (1583 – 1637), граф и бургграф на Дона-Карвинден
- Кристоф Делфикус фон Дона (1628 – 1668) основава шведската линия фон Дона.
- Александер фон Дона-Шлобитен (1661 – 1728), генерал-фелдмаршал, основава линията Шлобитен.
- Граф Рихард фон Дона-Шлобитен (1843 – 1916) е издигнат на 1 януари 1900 г. от император Вилхелм II на наследствен княз.

- Замък Веезенщайн, до Дрезден
- Дворец в Копет, Швейцария
- Дворец Шлобитен, Полша
- Замък Грабщайн, Северна Бохемия